# Parodia ritteri
Parodia ritteri är en kaktusväxtart som beskrevs av Albert Frederik Hendrik Buining. Parodia ritteri ingår i släktet Parodia och familjen kaktusväxter. Inga underarter finns listade i Catalogue of Life.

## Bildgalleri

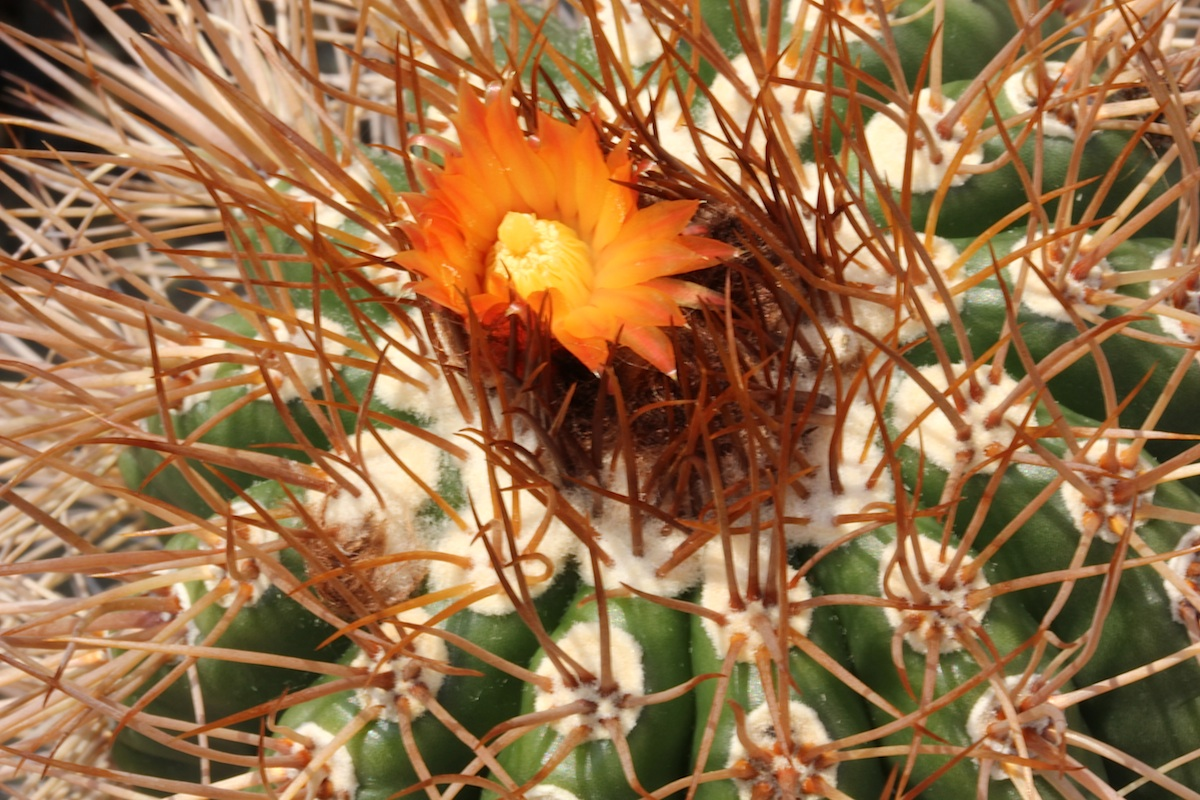
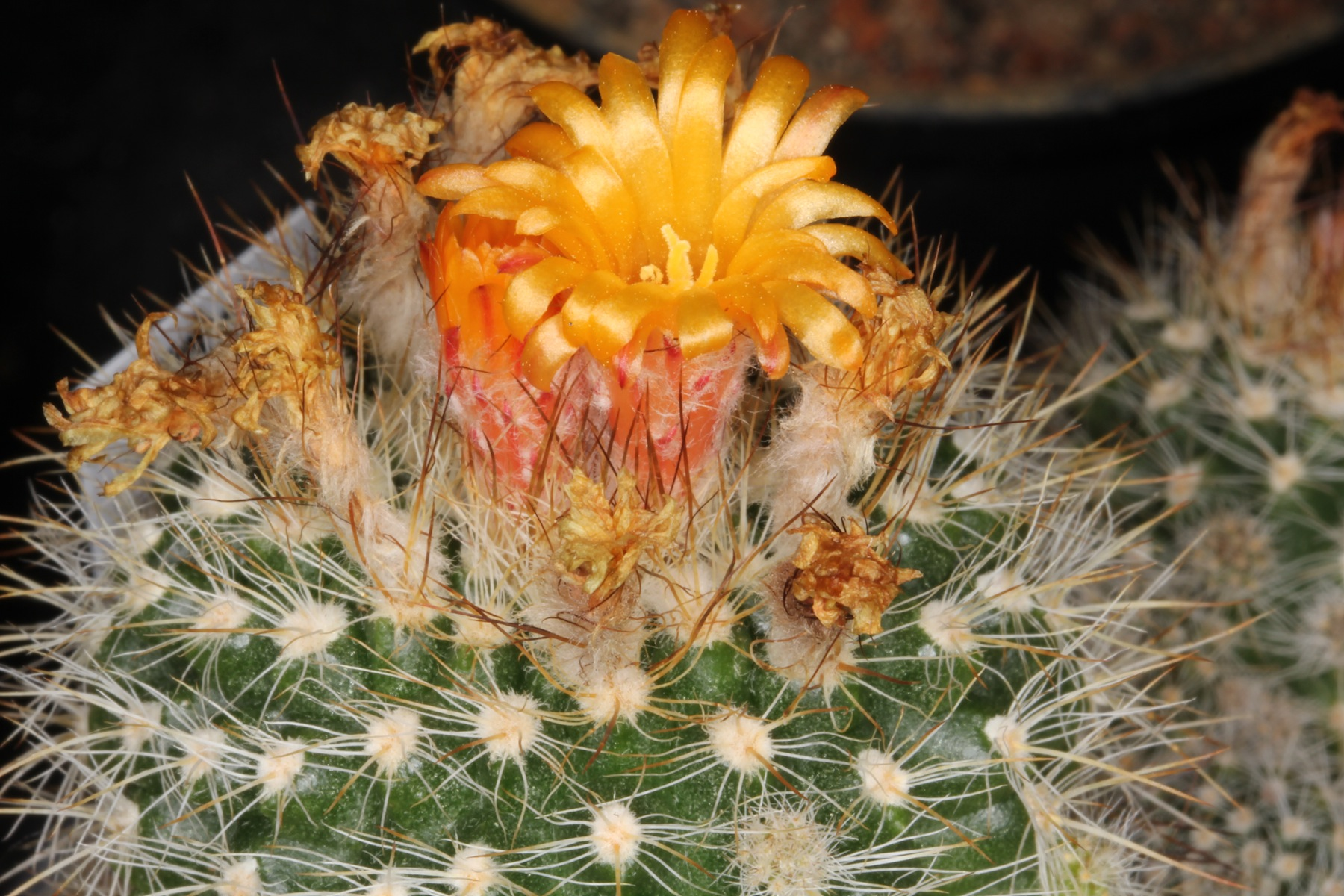